# Um Pequeno Favor
A Simple Favor (bra/prt: Um Pequeno Favor) é um filme norte-americano de thriller de mistério dirigido por Paul Feig e escrito por Jessica Sharzer. Baseado no livro homônimo de Darcey Bell, o filme é estrelado por Anna Kendrick e Blake Lively e segue uma blogueira de uma cidade pequena que tenta resolver o desaparecimento misterioso de sua amiga rica. Foi lançado nos Estados Unidos em 14 de setembro de 2018, pela Lionsgate. O filme recebeu críticas favoráveis dos críticos, com elogios para as reviravoltas e atuações de Kendrick e Lively.

## Sinopse
A Simple Favor centra-se em três personagens de uma cidade pequena: uma mãe blogueira (Anna Kendrick), sua melhor amiga (Blake Lively) que desaparece de repente e o seu marido (Henry Golding). A história inclui traições e mentiras, um corpo morto e a pergunta giratória de quem está enganando quem.

## Elenco
- Anna Kendrick como Stephanie Smothers
- Blake Lively como Emily Nelson/Hope McLanden e Faith McLanden
- Henry Golding como Sean Townsend
- Ian Ho como Nicky Townsend
- Joshua Satine como Miles Smothers
- Glenda Braganza como Kerry Glenda
- Andrew Rannells como Darren
- Kelly McCormack como Stacy
- Aparna Nancherla como Sona
- Dustin Milligan como Chris
- Danielle Bourgon como Grace Smothers
- Gia Sandhu como Valerie
- Rupert Friend como Dennis Nylon
- Eric Johnson como Davis
- Linda Cardellini como Diana Hyland
- Paul Jurewicz como Bobby Chelkowsky
- Sarah Baker como Maryanne Chelkowsky
- Jean Smart como Margaret McLanden
- Bashir Salahuddin como Detetive Summerville
- Nicole Peters como Hope McLanden
- Lauren Peters como Faith McLanden

## Produção

### Desenvolvimento
Em janeiro de 2016, foi anunciado que a 20th Century Fox havia comprado os direitos do filme da autora do livro de Darcey Bell, "A Simple Favour", antes da publicação do livro. A história foi lançada como sendo similar a Gone Girl e The Girl on the Train. A Creative Artists Agency representou os direitos do filme no acordo com a Fox.

### Pré-produção
Em junho de 2017, foi anunciado que o A Simple Favor seria retirado da 20th Century Fox e distribuído pela Lionsgate. Também foi anunciado que o filme seria dirigido por Paul Feig, com Anna Kendrick e Blake Lively anunciadas como "em negociações" para os papéis principais. Em 26 de julho de 2017, Kendrick e Lively foram confirmadas para os papéis principais, enquanto Henry Golding se juntou ao elenco como o marido do personagem de Lively. Linda Cardellini foi posteriormente anunciada como tendo sido escolhida em um papel não revelado em setembro de 2017. Andrew Rannells, Jean Smart, e Rupert Friend foram revelados para ter sido lançado no filme mais tarde.

### Filmagens
A Simple Favor iniciou a filmagem principal em 14 de agosto de 2017, em Toronto, Ontário, Canadá.

## Lançamento
O filme foi lançado em 14 de setembro de 2018.

### Marketing
Em 1 de maio de 2018, Blake Lively deletou todas as fotos de sua conta no Instagram, e seguiu apenas pessoas chamadas Emily Nelson para promover o filme. O primeiro teaser trailer foi lançado em 2 de maio de 2018, seguido pelo segundo teaser trailer, que foi lançado em 24 de maio.

## Recepção

### Bilheteria
Em 8 de novembro de 2018, A Simple Favor arrecadou 53,5 milhões de dólares nos Estados Unidos e Canadá e 41,3 milhões de dólares em outros territórios, com uma receita mundial de 97,6 milhões de dólares, com um orçamento de 20 milhões de dólares.
Nos Estados Unidos e no Canadá, A Simple Favor foi lançado ao lado de White Boy Rick, Unbroken: Path to Redemption e The Predator, e foi programado para arrecadar entre 12 e 15 milhões de dólares em 3,102 cinemas em seu fim de semana de abertura. Faturou 5,9 milhões de dólares no primeiro dia (incluindo 900 mil dólares nas prévias da noite de quinta-feira) e 16,1 milhões de dólares no fim de semana, terminando em terceiro lugar atrás de The Predator e The Nun. O filme caiu apenas 35% em seu segundo fim de semana, para 10,4 milhões de dólares, terminando em segundo lugar, atrás do recém-lançado The House With A Clock In Their Walls.

### Resposta da crítica
No agregado de revisão Rotten Tomatoes, o filme detém uma classificação de aprovação de 85% com base em 203 avaliações, com uma classificação média de 6.9/10. O consenso crítico do site diz, "Twisty, twisted, e acima de tudo simplesmente divertido, A Simple Favor lança um elegante feitiço mommy noir fortalecido por performances poderosas de Anna Kendrick e Blake Lively". No Metacritic, o filme tem uma pontuação média ponderada de 67 em 100, com base em 40 críticos, indicando "revisões geralmente favoráveis". Os públicos pesquisados pelo CinemaScore deram ao filme uma nota média de "B+" em uma escala A+ a F, enquanto os fãs relatados pelo PostTrak deram uma pontuação positiva de 76%.